# Rezerwat przyrody Jezioro Rakutowskie
Rezerwat przyrody Jezioro Rakutowskie – rezerwat faunistyczny w gminie Kowal, w powiecie włocławskim, w województwie kujawsko-pomorskim. Leży w granicach Gostynińsko-Włocławskiego Parku Krajobrazowego.
Został powołany Zarządzeniem Ministra Leśnictwa i Przemysłu Drzewnego z 26 marca 1982 roku (M.P. z 1982 r. nr 10, poz. 74, § 13). Obejmuje Jezioro Rakutowskie i przybrzeżne łąki o łącznej powierzchni 416,74 ha (akt powołujący podawał 414,07 ha). Według aktu powołującego, celem ochrony jest zachowanie największego na Pojezierzu Gostynińskim jeziora oraz terenów przyległych z charakterystycznymi zbiorowiskami roślinnymi oraz miejscami bytowania wielu rzadkich gatunków ptaków.
Obszar rezerwatu podlega ochronie czynnej.